# Вітрогенератор

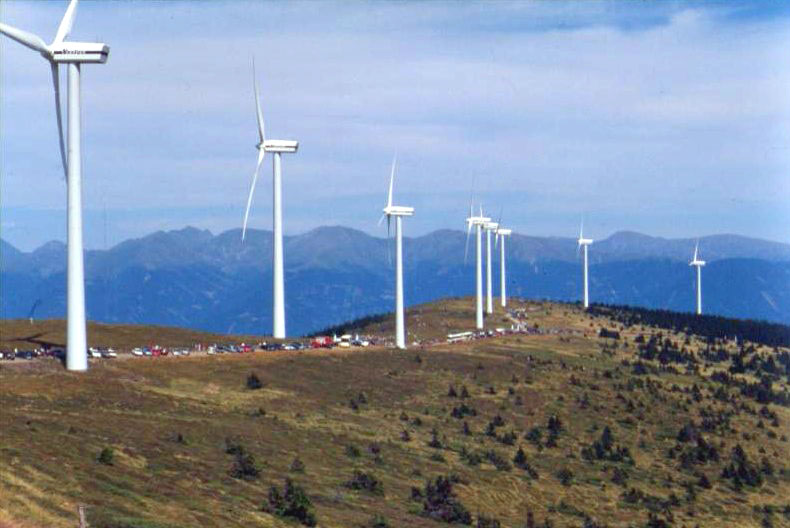
Вітрогенератори промислової вітроелектростанції

Вітрогенератор (вітрова турбіна) — пристрій для перетворення кінетичної енергії вітру на електричну, що складається з вітрової турбіни, електрогенератора та допоміжного обладнання. Виробництво вітрогенераторів належить до складних та наукомістких виробництв. 

## Історія

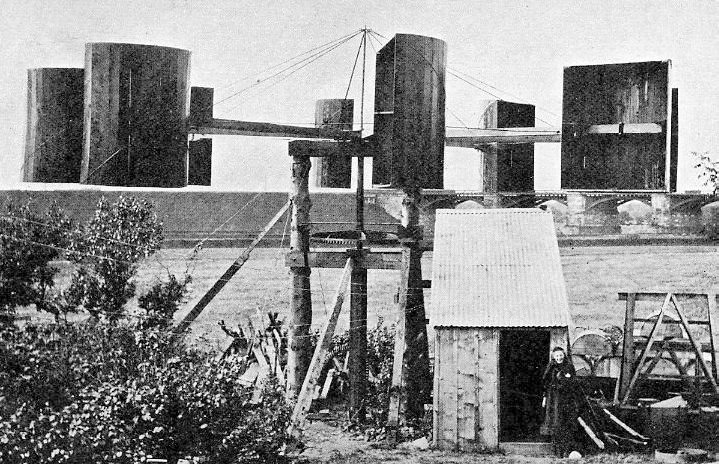
Вітрова турбіна Джеймса Блата, 1891 рік

Протягом століть енергію вітру використовували для подрібнення зерна на вітрових млинах і для перекачування води. Вітрове колесо Герона Александрійського стало однією з перших вітроенергетичних машин в історії. Вітряки з'явилися в Персії (нині Іран) близько 500—900 року н. е., а в Європі — у середні віки. Перші історичні дані про їх використання в Англії сягають XI або XII століть.
Вдосконалені вітряки описав хорватський винахідник Фауст Вранчич. У своїй книзі «Machinae Novae» (1595) він описав вітрові турбіни з вертикальною віссю з вигнутими або V-подібними лопатями.
Першу електрогенеруючу вітрову турбіну, яка заряджала електричну батарею і яку використовували для освітлення заміського будинку у Марікірку, сконструював в липні 1887 року шотландський академік Джеймс Бліт.
В липні 2023 року китайська компанія Three Gorges Energy заявила про успішне підключення до мережі першого у світі вітрогенератора потужністю 16 МВт. Ця морська установка має колосальні розміри: висота її вежі досягає 152 метри, що приблизно дорівнює висоті 50-поверхового житлового будинку. Очікується, що в рік обсяг виробництво електроенергії з однієї такої турбіни сягатиме 66 ГВт·год. Станом на 2023 рік цей вітрогенератор був найпотужнішим у світі. Ближче до кінця поточного року може розпочатися монтаж або навіть запуск вітрогенератора з турбіною потужністю 18 МВт, висота вежі якого перевищить висоту 70-поверхового будинку. Також існує велика ймовірність, що буде оголошено про розробку або навіть виробництво вітрогенератора з турбіною потужністю 20 МВт.
30 серпня 2024 року у регіоні Хайнань (Китай) було встановлено найбільшу у світі морську вітряну турбіну одиничної потужності під назвою MySE 18.X-20 МВт. Діаметр ротора цієї турбіни становить від 260 до 292 м, а площа охоплення вітру досягає 66 966 м², що більше за площу 12 футбольних полів NFL. При середньорічній швидкості вітру 8,5 м/с турбіна здатна генерувати 80 млн кВт·год електроенергії, чого вистачить для забезпечення електроенергією 96 000 домогосподарств на рік. Вона також може витримувати пориви вітру до 80 м/с. Номінальна потужність установки досягає 20 МВт. За повідомленням видання interestingengineering.com у компанії Mingyang Smart Energy ведеться робота над ще більшою турбіною із запланованою вихідною потужністю 22 МВт. Очікується, що її діаметр становитиме понад 304 м, а прототип може бути готовий до 2025 року.

## Типи вітрогенераторів

### Типи за областю використання
За областю використання вітрогенератори умовно можуть бути поділені як для промислового, приватного та спеціального призначення.
Промислові вітрогенератори встановлюються державними органами або енергетичними компаніями. Потужність сучасних промислових вітрогенераторів досягає 8 МВт. Як правило, такі генератори об'єднують у мережу. Основна відмінність вітроелектростанцій від теплових електростанцій — повна відсутність сировини та відходів. Створення таких електростанцій економічно доцільне в районах з високим середньорічним значенням швидкості вітру або у віддалених від промислових електромереж районах.
Вітрогенератори приватного призначення мають відносно невелику потужність (звичайно до декількох кіловат) і їх використовують разом зі стаціонарною електромережею як джерела додаткової енергії, або як складові (разом з сонячними панелями, акумуляторними батареями, інверторами) в системах автономного електрозабезпечення. Такі генератори є популярним об'єктом аматорського конструювання.
Вітрогенератори спеціального призначення використовують для автономного електрозабезпечення окремих технологічних об'єктів: туристичних стоянок, вітрильних гоночних яхт тощо. Такі генератори мають малу потужність (звичайно до десятків ват) і їх часто використовують без інверторів — як джерела постійного струму для підзарядки акумуляторних батарей (в тому числі — батарей мобільних пристроїв через USB-адаптери).

### Типи за конструкцією вітрової турбіни
За конструкцією вітрової турбіни вітрогенератори поділяються на апарати з горизонтальною та вертикальною віссю (яка не обов'язково повинна бути вертикальною).

### Типи за місцем використання

#### Берегові вітрові турбіни
Берегові вітрові турбіни є значно меншими за морські вітрові турбіни через менш стабільний і легший вітер та знаходяться на суші. Вони виробляють менше електроенергії проте їхнє обслуговування є дешевшим і вимагає менше зусиль. 

#### Морські вітрові турбіни
Морські вітрові турбіни знаходяться в морях та океанах в спеціальних вітропарках. Морські вітрові турбіни є більшими та потужнішими через сильний вітер. Транспортування та установка є дорожчою та важчою. Зараз Морські вітрові турбіни розвиваються значно швидше за берегові турбіни.

#### Апарати з горизонтальною віссю

Принцип дії. Вітер обертає ротор. Добута у вітротурбіні електроенергія передається на контролер заряду. Інвертор перетворює напругу на контактах акумулятора на придатну до використання 220 Вт 50 Гц

Апарати з горизонтальною віссю вимагають додаткового пристрою орієнтації та високої щогли, але характеризуються високим значенням коефіцієнту використання енергії вітру (КІВ, КІЕВ) та відносно малими динамічними навантаженнями. Завдяки своїм перевагам отримали широке використання. Високе значення КІВ досягається за рахунок оптимізації профілів лопатей турбіни, що дозволяє отримати на лопатях значну підйомну силу, яка сприяє збільшенню крутного моменту.
До апаратів з горизонтальною віссю також належать так звані вітрильні турбіни, в яких лопаті турбіни є подібними до вітрил. Такі турбіни характеризуються значно меншим КІВ, але можуть працювати в умовах слабких вітрів, що досягається значною площею встановлених вітрил. Підйомна сила на лопатях таких турбін є незначною.

#### Апарати з вертикальною віссю
Апарати з вертикальною віссю не вимагають пристроїв орієнтації відносно напрямку вітру. Довгий час суттєвим недоліком таких турбін у порівнянні з турбінами з горизонтальною віссю, крутний момент яких залишається незмінним протягом одного обороту, було те, що лопаті вертикальних турбін при обертанні створюють періодичні імпульси, що призводить до додаткових навантажень на елементи їх конструкції. Надалі цей недолік був усунутий шляхом гвинтового повороту лопаток турбіни (Турбіна Горлова тощо).
Вертикальновісьові турбіни зустрічаються досить рідко і їх використовують, як правило, у домашніх системах через порівняно низький рівень шуму при роботі. Проте існують проєкти застосування таких генераторів у шельфових електростанціях.

## Конструкція

### Конструкція малого вітрогенератора

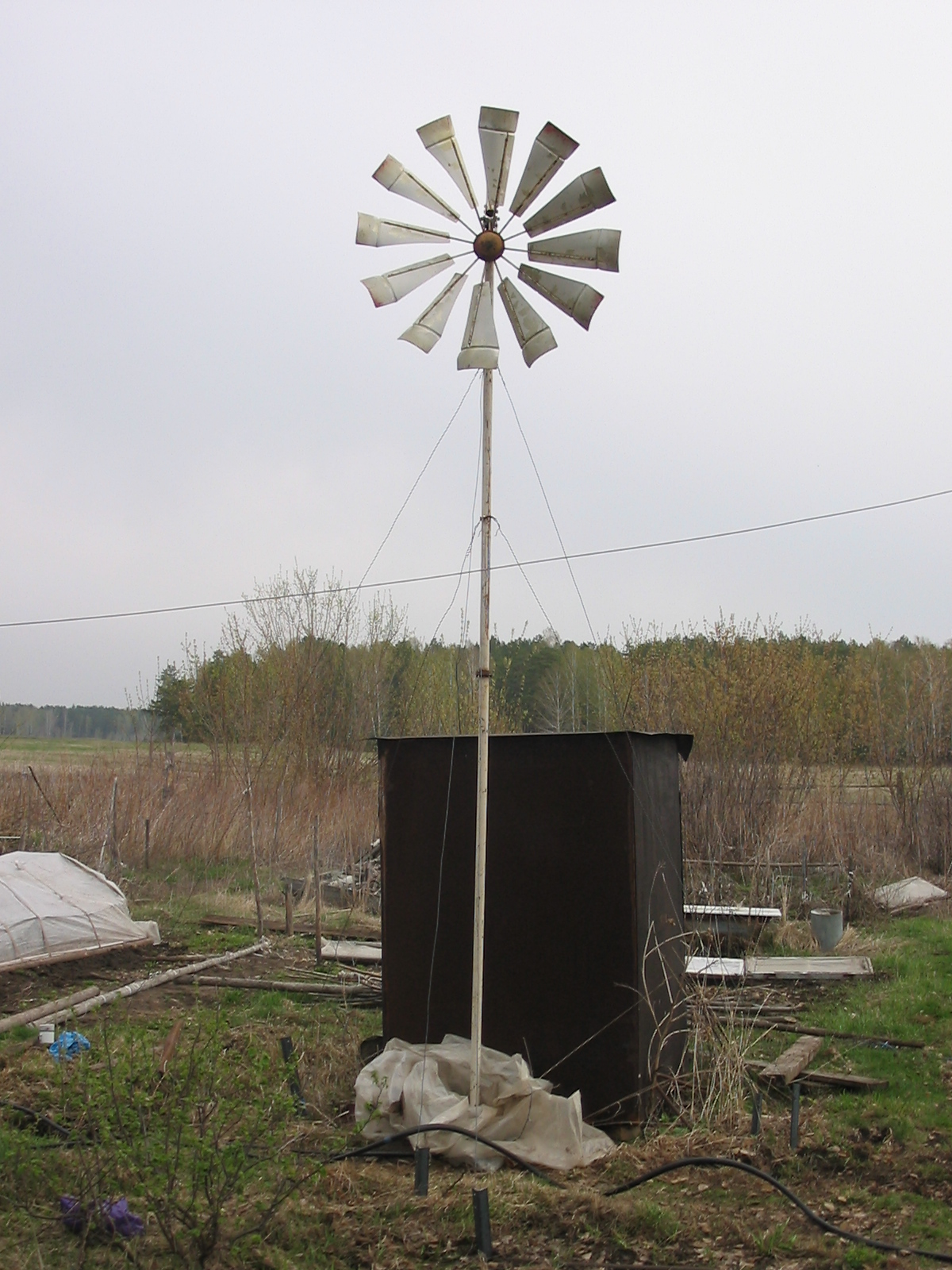
Домашній вітрогенератор

До складу малого вітрогенератора звичайно входять такі конструктивні елементи та пристрої: ротор з лопатями, щогла. Додатково також можуть використовувати контролер заряду, акумулятор, інвертор, систему відведення при сильному вітрі тощо.

### Конструкція промислової вітрової установки
1. фундамент;

Будова промислового вітрогенератора

2. силова шафа, що включає силові контактори й ланцюги керування;
3. вежа;
4. сходи;
5. поворотний механізм;
6. гондола;
7. електричний генератор;
8. система спостереження за напрямком і швидкістю вітру (анемометр);
9. гальмівна система;
10. трансмісія;
11. лопаті;
12. система зміни кута атаки;
13. ковпак ротора;

- система пожежогасіння;
- телекомунікаційна система для передачі даних про роботу вітрогенератора;
- система захисту від блискавки.

Промисловий вітрогенератор зводиться за 10-15 дні, але вимагає отримання дозволів на будівництво, що може зайняти значний час для проведення експертиз та оформлення дозвільних документів. Для зведення вітрогенератора потрібна спеціальна техніка, оскільки у потужних турбінах гондола встановлюється на висоті близько 50 метрів.
Під час експлуатації промислових генераторів можуть виникнути певні проблеми:
- Зледеніння лопатей та інших частин вітрогенератора. Зледеніння може досить суттєво знизити ефективність роботи вітряка та унеможливлює його встановлення поблизу доріг або населених пунктів в районах з можливим обмерзанням;
- Удари блискавок, які можуть призвести до загоряння вітрогенератора. На сучасних вітряках ця проблема вирішена завдяки використанню композитних матеріалів;
- Виникнення пожежі при збільшенні тертя рухомих частин вітряка в умовах значних перерв між технічними оглядами турбіни. Для зменшення збитків сучасні вітрогенератори облаштовуються система контролю температури та автоматичного пожежогасіння.

## Галерея

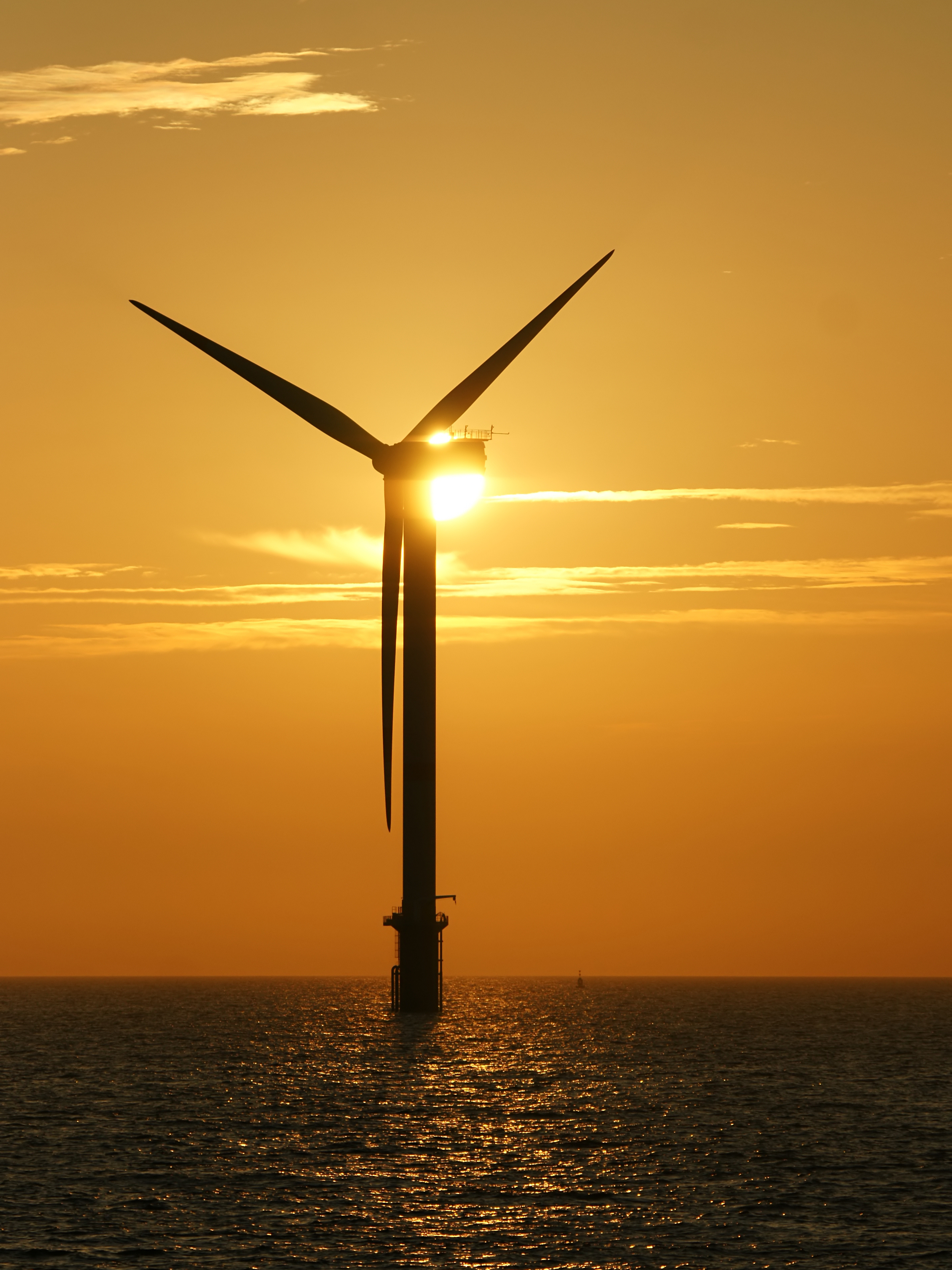
Вітрогенератор на обмілині Торнтон за 28 км від бельгійського узбережжя Північного моря
Три основних типи: VAWT Savonius, HAWT towered; VAWT Darrieus, як вони з'являлися в експлуатації